# Соно, Сион
Сион Соно (яп. 園 子温, род. 1961) — японский кинорежиссёр, сценарист, поэт. За свою карьеру снял более 40 фильмов. Обладатель многочисленных наград на международных фестивалях. Критики называют Соно «самым противоречивым из современных японских кинорежиссёров», отмечая его яркий авторский стиль.

## Биография

### Ранние годы
Соно родился в 1961 году в городе Тоёкава префектуры Айти. По собственным словам, в 17 лет он ушёл из дома и скитался по улицам, голодая. В первую ночь в Токио незнакомка пригласила его провести вместе ночь в гостинице, а поднявшись в номер, приставила к собственной шее ножницы и попыталась покончить с собой, сказав, что просто не желает умирать в одиночестве. Чтобы её успокоить, Соно согласился встретиться с её родителями, представившись мужем, а затем ещё несколько недель прожил с ней вместе. В конце концов женщина отпустила Соно, дав ему 30 000 йен. Деньги у Соно быстро кончились, голодая, он встретил священника из Церкви объединения и согласился присоединиться к ним в обмен на кров и пищу. Очень скоро он не смог выносить секту и сбежал. Мунисты, однако, следили за Соно: вернувшись в дом родителей спустя несколько месяцев, он обнаружил письмо от них на собственном письменном столе. По словам Соно, в те годы секта ещё не была столь сильной и влиятельной, но уже тогда её членам возвращение в нормальный мир было запрещено. Чтобы обезопасить себя от преследования секты, он решил присоединиться к террористической группе, которая выступала против расширения аэропорта Нарита и каждый день выходила на акции протеста. Их митинги ежедневно перерастали в драки со спецподразделениями полиции, и они были рады заполучить в свои ряды молодого и крепкого бойца. В конечном итоге, Соно всё-таки смог уйти и от террористов, вернулся домой, позднее поступил в университет Хосэй. Будучи студентом, он начал писать стихи, его произведения публиковались в изданиях Eureka и The Modern Poem Book. Тогда же Соно стал пробовать себя в качестве режиссёра, сняв серию короткометражных фильмов на малом формате Super 8. Бросив университет, Соно отправился в Сан-Франциско, чтобы «заново открыть для себя кино». Он поступил в Калифорнийский университет в Беркли, однако на лекции не ходил и не учил английский язык, всё время посвящая кино. По собственным словам, он хотел выкинуть из головы классику кинематографа и сосредоточиться на B-rate фильмах в жанре порно и хоррора. По возвращении в Японию, он стал создавать картины, которые сам описывал как странные, «тёмные развлечения» с примесью арт-хауса.

### Карьера

#### С 1980-х по 2010-е
Уже в 1985 году короткометражный фильм Соно «Я — Сион Соно!!» попал на престижный кинофестиваль Pia. В 1987 году на том же фестивале за фильм «Дорога красавчика» Соно получил Гран-при и средства на съёмку своей следующей картины: «Велосипедные вздохи». Фильм о двух неудачниках, взрослеющих в пронизанном перфекционизмом японском обществе, неожиданно для всех стал хитом и сделал Соно знаменитым: картина вошла в конкурсные программы 30 фестивалей по всему миру. Ещё большим успехом обернулся выход следующего фильма Соно под названием The Room, его высоко оценили за «шедевральные визуальный язык и настроение экзистенциальной тоски». Картина была показана на 50 кинофестивалях по всему миру и получила специальный приз жюри на фестивале Сандэнс.
В 1993 году Соно основал арт-группу Tokyo GAGAGA. Вооружённые только собственными творческими идеями, он и его единомышленники в течение двух лет «вели войну против нормализации одиночества и отчуждённости в повседневной жизни». Они «захватывали» густонаселённые улицы Токио, заполняя их своими баннерами и инсталляциями.
После The Room Соно на некоторое время радикально изменил творческий курс и ушёл от артхауса, начав снимать откровенно мейнстримовое кино. Тем не менее, вышедшие в начале 2000-х картины Клуб самоубийц (2001) и «Клуб воздушного шара, несколько лет спустя» (2006) сохранили авторский почерк с присущими Соно гротеском, разнообразием тем и образов, идиосинкразией и желанием «вскрыть тёмную подноготную внешне идеального японского мира».
«Клуб самоубийц» стал главным коммерческим успехом Соно. Выпущенный на волне резкого роста числа массовых самоубийств в стране, он говорил о самой животрепещущей теме в японском обществе. Соно видел причину этой проблемы в нездоровом увеличении влияния масс-медиа на социум, потерю доверия людей друг к другу и в том числе критиковал общение через Интернет как «суицидальное». Картина была успешно показана на многих международных кинофестивалях, получила главный приз на фестивале «Фантазия» в Монреале, стала культовой и породила целую субкультуру последователей. В 2005 году Соно выпустил «Обеденный столик Норико», приквел к «Клубу самоубийц». Этот фильм также получил высокую оценку критиков и был особо отмечен на Международном кинофестивале в Карловых Варах.
В 2005 Соно выпустил сразу три фильма: «Во сне», «Риск» и «Странный цирк», над которым он работал также как композитор и оператор-постановщик. В 2007-м Соно выпустил хоррор «Наращивание волос», который также вошёл в программы многих международных кинофестивалей и получил призы в Сиджесе и фестивале «Фантазия».
В 2008 году Соно выпустил 237-минутный эпик «Откровение любви», который критики считают его лучшей картиной, а по мнению некоторых из них этот фильм — «самые нескучные 4 часа в истории кино». «Откровение любви» получил премию ФИПРЕССИ на Берлинском кинофестивале, приз в категории «Лучший азиатский фильм» на кинофестивале «Фантазия» и премию Калигари. В 2015 году Британский институт кино включил его в список 10 лучших японских фильмов XXI века. «Откровение любви» положил начало трилогии «Ненависть», в рамках которой Соно выпустил ещё две картины: «Поговорим начистоту» и «Загадай последнее желание».

#### 2010-е и позднее
В 2010-м вышел фильм Соно «Холодная рыба», а в 2011-м — «Виновный в романе». Оба получили высокие оценки критиков и принесли режиссёру награду Hochi Film Award и приз на кинофестивале в Иокогаме. В 2011 году в Музее искусств и дизайна состоялась посвящённая режиссеру выставка «Сион Соно: Новый поэт».
После поразивших Японию катастрофы в Фукусиме и Великого восточно-японского землетрясения Соно снял драмы «Химидзу» (2011) и «Земля надежды» (2012). «Химидзу» получил премию имени Марчелло Мастрояни на 68-м Венецианском кинофестивале.
В 2012 году Соно смонтировал и выпустил картину под названием «Плохой фильм», в которой использовал материалы, созданные в период Tokyo GAGAGA. Режиссёру удалось найти средства на создание ленты только двадцать лет спустя, он пересмотрел и отредактировал более 150 часов оригинальных видеоматериалов. По мнению Соно, даже такой отложенный пост-продакшн не изменил оригинальной концепции.
В 2013 году Соно выпустил фильм «Почему ты не играешь в аду?». Премьера состоялась на 70-м Венецианском кинофестивале, а в 2013-м картина получила зрительский приз в категории «Полуночное безумие» на кинофестивале в Торонто.
За 2015 год Соно выпустил сразу пять фильмов: «Лебедь из Синдзюку» (экшн про якудза), «Любовь и Мир» (токусацу-фэнтези драма), Tag (экшн-хоррор, получивший приз как лучший фильм года на фестивале «Фантазия»), «Эй, да он экстрасенс!» (адаптация манги All Esper Dayo!), и научно-фантастическую картину «Шепчущая звезда», которая получила приз NETPAC на кинофестивале в Торонто в 2015 году.
В 2016 году вышел фильм Соно «Антипорно». Сюрреалистичная лента получила много похвалы от критиков за исследование феминистического взгляда на женскую сексуальность, обличение патриархата и сексуальной объективации, изучение тем зависимости и свободы.
За 2017 год Соно написал и снял сиквел к «Лебедю из Синдзюку» — «Лебедь из Синдзюку II», а также выпустил девятисерийный хоррор «Токийский отель вампиров» для стриминга Amazon.
В 2018 году Соно начал работу над фильмом «Узники страны призраков» с Николасом Кейджем в главной роли. Кейдж рассказывал, что этот фильм был «самым диким из всех, в которых ему приходилось сниматься». В феврале 2019 года у Соно случился сердечный приступ, он перенёс экстренную операцию, однако вскоре вернулся к работе. В том же году на Netflix вышел триллер Соно «Лес любви», основанный на истории серийного убийцы Футоси Мацунаги. Позднее также была выпущена расширенная режиссёрская версия. В 2020-м Соно написал и снял «Красный почтовый ящик на улице Эшер», с которым выиграл зрительский приз на Фестивале нового кино в Монреале.

## Рецензии и критика
Соно считается независимым автором с ярко выраженным собственным стилем. В большинстве случаев он сам пишет сценарии и продюсирует свои фильмы. Стиль Соно нередко относят к эро гуро нансэнсу, особому направлению японской культуры ранней эпохи Сёва, воспевающей девиантность и непристойность, где эро — это сексуальность, эрогуро — декаданс и разложение, а нансэнсу — абсурдность. Для фильмов Соно характерны гротескная жестокость, эротизм, многочисленные философские референсы, гонзо-безумие и сюрреалистичность, сложность сюжета. Его одинаково часто упрекают как в излишней мизогинии, так и в феминизме. По мнению самого режиссёра, международная аудитория понимает и принимает его картины лучше, чем японская. Критик «Афиши» Никита Лаврецкий считает, что Соно обладает редким талантом при внешнем отрицании всех норм и правил создавать сбалансированное, пронизанное истинными человеческими эмоциями кино.
За свою карьеру Соно снял более 40 фильмов, за что его прозвали «режиссёром-стахановцем».

## Обвинения в сексуальных домогательствах
4 апреля 2022 года в журнале «Сюкан Дзёсэй» вышла статья, в которой две актрисы обвиняли Соно в сексуальных домогательствах, а также приводили слухи из мира японской киноиндустрии, согласно которым режиссёр неоднократно домогался актрис на протяжении многих лет. На следующий день игравший у Соно Таку Сакагути опубликовал на YouTube видео, в котором признался, что часть сведений от «анонимного источника» в статье из «Сюкан Дзёсэй» предоставил именно он. Сакагути заявил, что он был организатором вечеринки, на которой Соно домогался к одной из актрис. 6 апреля издание Shūkan Bunshun опубликовало обвинения в адрес продюсера Харуо Умэкавы, который выпускал фильмы «Химидзу» и «Откровение любви», в том, что он принуждал актрис к сексу в обмен на роли в своих фильмах. 13 апреля актриса Кико Мидзухара опубликовала заявление, что слышала многочисленные слухи о том, что Соно домогается актрис.
Соно опубликовал на своём сайте заявление с извинениями в адрес всех, кому мог причинить беспокойство, и признал своё как режиссёра «недостаточное внимание и уважение к окружающим», однако опроверг многие обвинения и сказал, что будет защищаться в суде. 18 мая он подал иск против редакции Shūkan Josei.
26 января 2023 года одна из актрис, выдвинувших обвинения в первой статье «Сюкан Дзёсэй», покончила с собой.
27 декабря 2023 года статьи в журнале «Сюкан Дзёсэй», в которых первоначально содержались обвинения, были удалены. Соно заявил, что решил вопрос в судебном порядке.